# Кызыларык
Кызыларык (каз. Қызыларық) — село в Жуалынском районе Жамбылской области Казахстана. Административный центр Кызыларыкского сельского округа. Находится примерно в 17 км к востоку от районного центра, села Бауыржан Момышулы. Код КАТО — 314257100.

## Население
В 1999 году население села составляло 589 человек (362 мужчины и 227 женщин). По данным переписи 2009 года, в селе проживало 499 человек (260 мужчин и 239 женщин).